# Sveti Martin (Sveta Nedelja)
 Sveti Martin  (korábban Vetva, Sveti Martin-Vetva, Martinski, olaszul: Vettua San Martino) falu Horvátországban, Isztria megyében. Közigazgatásilag Sveta Nedeljához tartozik.

## Fekvése
Az Isztriai-félsziget keleti felén, Labintól 7 km-re északnyugatra, községközpontjától 4 km-re nyugatra, a Raša szurdokának keleti oldalán fekszik.

## Története
A határában talált történelem előtti erődítés és sírhalmok tanúsága szerint már ősidők óta élnek itt emberek. A római korból a közvetlen környékén több hamvasztásos sír és egy feliratos sírkőlap került elő.  A középkori forrásokban még "Kočur" néven szerepelt. Plébániáját 1632-ben alapították, mai plébániatemplom a régi templom helyén épült 1907-ben. A 18. század elején a labini Battiala-Lazzarini család barokk nyári kastélyt épített ide, mely a Labinština hasonló építményeinek egyik legreprezentatívabb példája. A 18. század végén az Isztriával együtt francia megszállás alá került, majd az I. világháború végéig a Habsburg birodalom része volt. A településnek 1857-ben 698, 1910-ben 327 lakosa volt. Lakói hagyományosan mezőgazdasággal foglalkoztak. Az első világháború után Olaszország része lett, majd a második világháborút követően Jugoszláviához csatolták. A Battiala-Lazzarini család földjeit államosították, művelésüket az Agrolabina szövetkezet vette át. Az 1920-as években határában bauxitbányát nyitottak. Jugoszlávia felbomlása után 1991-ben a független Horvátország része lett. 1993-ban a Labini járásból Kršan, Raša és Pićan mellett újra megalakult Sveta Nedelja község, melynek a település is része lett. 2011-ben 182 lakosa volt.

## Lakosság
| Lakosság változása | Lakosság változása | Lakosság változása | Lakosság változása | Lakosság változása | Lakosság változása | Lakosság változása | Lakosság változása | Lakosság változása | Lakosság változása | Lakosság változása | Lakosság változása | Lakosság változása | Lakosság változása | Lakosság változása | Lakosság változása |
| ------------------ | ------------------ | ------------------ | ------------------ | ------------------ | ------------------ | ------------------ | ------------------ | ------------------ | ------------------ | ------------------ | ------------------ | ------------------ | ------------------ | ------------------ | ------------------ |
| 1857               | 1869               | 1880               | 1890               | 1900               | 1910               | 1921               | 1931               | 1948               | 1953               | 1961               | 1971               | 1981               | 1991               | 2001               | 2011               |
| 698                | 659                | 170                | 297                | 339                | 327                | 1283               | 1350               | 305                | 309                | 269                | 250                | 215                | 201                | 164                | 182                |

## Nevezetességei
- Szent Márton tiszteletére szentelt plébániatemplomát 1907-ben építették a falu központjába, a régi plébániatemplom helyére. A templom körül egykor temető volt, de azt később a mai helyére helyezték át. A sekrestye felett emelkedő kis nyitott harangtornyot 1931-ben építették, benne két harang látható. 1983-ban a teljes épületet megújították.
- A falu nyugati szélén 1630-ban épült fel a Gyógyító Boldogasszony (Gospa od Zdravlja) tiszteletére szentelt templom. A templom egyhajós, négyszög alaprajzú épület, keletre néző négyszög alakú szentéllyel, homlokzata felett kis nyitott harangtoronnyal, előtte nagyméretű loggiával. Utoljára 2006-ban újították.
- Szent Katalin tiszteletére szentelt temetőkápolnája négyszög alaprajzú, harangtorony nélküli épület.
- A falu központjában áll a Battiala-Lazzarini család 18. századi barokk kastélya.